# (100556) 1997 GS2
(100556) 1997 GS2 es un asteroide perteneciente al cinturón de asteroides, descubierto el 7 de abril de 1997 por el equipo del Spacewatch desde el Observatorio Nacional de Kitt Peak, Arizona, Estados Unidos.

## Designación y nombre
Designado provisionalmente como 1997 GS2.

## Características orbitales
1997 GS2 está situado a una distancia media del Sol de 2,759 ua, pudiendo alejarse hasta 3,129 ua y acercarse hasta 2,390 ua. Su excentricidad es 0,133 y la inclinación orbital 3,511 grados. Emplea 1674,67 días en completar una órbita alrededor del Sol.

## Características físicas
La magnitud absoluta de 1997 GS2 es 15,8. Tiene 3 km de diámetro y su albedo se estima en 0,07.